# Matt Tiby
Matthew James "Matt" Tiby (Urbandale, 19 dicembre 1992) è un cestista statunitense, professionista in Europa.

## College
Dopo aver giocato diverse stagioni con i Milwaukee Panthers, non essendo stato scelto nel Draft NBA 2016, decide di cominciare la sua carriera da professionista in Europa.

## Carriera

### 2016-19: i primi anni in Europa
Esordisce da professionista nel campionato Ungherese con la maglia dell'Atomeromu, con la quale chiude con una media di 15,6 punti, 8,8 rimbalzi e 1,4 assist per partita. Trascorre la stagione successiva in Belgio al Mons-Hainaut per poi cambiare ancora maglia per la stagione 2018-19, accasandosi in Turchia al Buyukcekmece.

### 2019-20: Cremona
Il 24 luglio 2019 la Vanoli annuncia la firma del giocatore, mediante un contratto biennale con scadenza al 30 giugno 2021. Dopo 8 partite con 10 punti di media e 4 rimbalzi a partita chiude la stagione in serie A1 Tedesca 

### 2021-22: Anversa
Gioca nella Bnxt League, la Lega tra Belgio e Olanda, con 12 punti di media. 

### 2022-25: Falco Szombathely
Si trasferisce nella massima serie ungherese nei Falco Szombathely, con cui vince 2 Campionati Ungheresi (2022/23 - 2023/24) e 2 Coppe di Ungheria (2023-2025) con una media complessiva di 10 punti e 5,5 rimbalzi a partita. Nella stagione 2024/25 ha fatto registrare il 42% da tre punti.

## Palmarès
- Campionato ungherese: 2

Falco Szombathely: 2022-2023, 2023-2024
- Coppa d'Ungheria: 2

Falco Szombathely: 2023, 2025